# 로빈 로드
로빈 로드(스웨덴어: Robin Lod, 1993년 4월 17일~)는 핀란드의 축구 선수로 포지션은 미드필더이다. 현재 미국 메이저 리그 사커의 미네소타 유나이티드 소속으로 뛰고 있으며 핀란드 국가대표팀의 일원으로도 활동 중이다.